# ميليس توزونغوتش
ميليس توزونغوتش (بالتركية: Melis Tüzüngüç)‏ هي ممثلة تلفزيون ومسرح تركية ولدت في يوم 4 تشرين الأول 1994 في مدينة إسطنبول في تركيا وقد مثلت في عدة مسلسلات ومسرحيات وأفلام.

## روابط خارجية
- ميليس توزونغوتش على موقع IMDb (الإنجليزية)
- ميليس توزونغوتش على موقع ألو سيني (الفرنسية)
- ميليس توزونغوتش على موقع قاعدة بيانات الفيلم (الإنجليزية)